# Schäplitz
Schäplitz là một đô thị thuộc huyện Stendal, bang Sachsen-Anhalt, Đức. Đô thị Schäplitz có diện tích 7,15 km², dân số thời điểm ngày 31 tháng 12 năm 2006 là 109 người.